# ROBOTICS;NOTES
『ROBOTICS;NOTES』（ロボティクス ノーツ）は、5pb.（MAGES.）によるアドベンチャーゲーム。2012年6月28日にXbox 360・PlayStation 3用ソフトとして発売された。
その後、要素の追加やストーリーの一部整頓が行われた『ROBOTICS;NOTES ELITE』（―エリート）がPlayStation Vita用ソフトとして2014年6月26日に、PlayStation 4・Nintendo Switch用ソフトとして2019年1月31日に発売された。
また、2019年1月31日には続編の『ROBOTICS;NOTES DaSH』（―ダッシュ）がPlayStation 4・Nintendo Switch用ソフトとして発売され、前作と続編を1枚のメディアに収録した『お得セット』も同時発売された。

## 概要
『CHAOS;HEAD』、『STEINS;GATE』に続く、5pb.とニトロプラスのコラボレーション企画「科学アドベンチャーシリーズ」の第3弾。『STEINS;GATE』のトゥルーエンドとなる世界線「1.048596」上における2019年の物語となる。そのため、『CHAOS;HEAD』や『STEINS;GATE』の登場人物も登場する。
ストーリー
本作では、「少年少女たちの夢と青春」を描いた正当派の群像劇を土台に、近未来の科学技術によるネット犯罪・ロボット犯罪を扱ったSFエンターテイメント作品である。
グラフィック
前作まで静止画メインであったキャラクターを、リアルタイム3DCGでキャラクターを動かしており、ボイスシーンでは台詞にあわせて口パクするなど、グラフィック的に大きな進化を見せている。なお、見せ場については、従来通りのイラストを使用している。
メディアミックス展開
前作『STEINS;GATE』ほどの非常に大きな反響は得られなかったものの、ゲーム発売から4ヵ月後にはアニメ化。2013年には舞台化するなど、一定の人気を得た。その他、コミック化・ライトノベル化・ドラマCD化など、手広く行われている。
また、2019年1月31日には、本作のシリーズの正当続編にあたる『ROBOTICS;NOTES DaSH』が発売された。

## ストーリー
前作シュタインズゲートから9年後の2019年。世界線変動率「1.048596」。タブレット型端末ポケコンが日常に普及し、拡張現実が当たり前となった近未来。
舞台は、種子島宇宙センターのある種子島の中央種子島高校。そこに在籍するロボット研究部（通称：ロボ部）は、廃部の危機に追い込まれていた。
プロローグ
部長の瀬乃宮あき穂は「実物大ガンヴァレル」を実現すべく、教頭に莫大な予算申請をするが断られてしまう。再検討する条件として、ロボ部の存続を賭けて、二足歩行ロボット競技の全国大会「ROBO-ONE」で優勝することを要求される。
あき穂は、第一回のROBO-ONE優勝機体タネガシマシン3の改修に奔走するが、たった2週間という期間しかない無理が祟り、持病の発作に襲われて倒れる。
唯一の部員で幼馴染である八汐海翔は見かねて、ロボットの操作方法をオンライン対戦ゲーム『キルバラ』と同じにすることを条件に、オペレーターを引き受ける。
ROBO-ONEでロボ部は快進撃を続け、決勝で前回チャンピオンのミスター・プレアデスと対戦するが、海翔に起きた『スローモー』の発作により超反応のカウンター攻撃を繰り出すも、DKOになり敗退してしまう。
しかし海翔は、ロボットに詳しい下級生 日高昴こそがミスター・プレアデスであり、ロボ部に入部したという体面を取って、強引に部の存続を教頭に認めさせる。
序盤
昴に続き、引きこもりの天才プログラマー神代フラウ、ドクの孫である内気なカラテ少女大徳淳和らが入部したロボ部は、JAXAの支援を得て、東京万博に出展するため、二足歩行ロボット「実物大ガンヴァレル」の製作を開始する。
ある日、謎の電波障害の話を聞かされた海翔は、廃墟となった郷土資料館で偶然、ARアプリ「居ル夫」を通さないと見られない幽霊と噂されたAIキャラクターの少女愛理と遭遇する。そして、愛理の補完プログラムであるゲジ姉に促され、「君島レポート」と呼ばれる謎のARアノテーションを収集していくことになる。それは、君島コウと名乗る人物が残した、命懸けの告発文であった。
しかし、この時まだ彼は気付いていなかった。偶然見つけた「君島レポート」が、世界をどんな運命に巻き込んでいくのかを……。

## 登場人物

### ロボ部
八汐 海翔（やしお かいと）
声 - 木村良平、関根航（9歳、テレビアニメ）
本作の主人公。様々な視点に移り変わる物語は、主に彼の視点から進行していく。髪は赤みがかった茶髪の癖っ毛。18歳。
高校3年生の少年で、ロボット研究部に所属している。ガンヴァレルというアニメを題材にした同人ゲーム「ガンヴァレル キルバラッドON-LINE」では世界ランク5位（後に世界ランク２位）の実力を誇る。目標はその中でもトップのランカーである「全一」になること。愛飲している飲み物はフルーツサワーメロン。
常にヘラヘラしたような態度かつ軽い言動のため、あまり頼りになるとは思われていない。部活中も常にゲームをして遊んでおり、誰に対しても「俺を従わせたいなら勝負に勝て」と持ちかける重度の格ゲーオタクの為、同年代の友達もおらず「ロボ部のゲーム好きな変な奴」と見られている。皮肉屋で面倒くさがりだが、あき穂がピンチに陥った時は裏から体を張って手助けする時もある。
9年前「あねもね号集団失神事件」の被害者の1人であり、その事件が元で後遺症として体感時間が引き伸ばされる「スローモー」を会得している。発作中は周囲から見れば超反応しているように見える。その間鼓動が爆発的に加速し、脳が一時的な酸欠状態に陥るため、発作が治まった後もしばらく動くことができなくなるほどの気怠さを覚える。
瀬乃宮あき穂とは幼馴染である。同じく後遺症を患っており、症状が自分より重度である彼女の保護者としてロボ部に入った。そのため、彼女のためなら休日に部活に顔を出すことも厭わない。
ガンつくプロジェクトにおける担当はメインオペレーター。本人はあまり乗り気ではないため、隙あらば淳和に押し付けようと企んでいる。
自宅は南種子町中之下（中平校区）。
瀬乃宮 あき穂（せのみや あきほ）
声 - 南條愛乃
本作のヒロイン。高校3年生。18歳。
海翔の幼馴染であり、彼からは「アキちゃん」と呼ばれている。彼に対する呼び方は「カイ」で、親しくなった人間は下の名前で呼ぶ。一人称は「うち」。愛飲する飲み物はペットボトルタイプのスコール。
ロボ部の夢である「ガンヴァレル試作1号機」で2月に開催される万博に出場することを目標としており、そのためならば周囲に無茶な要求をすることもしばしば。現在のロボ部が物置を部室としてあてがわれており部費もストップしているのは彼女が生徒会および教頭と対立したのが原因である。
自他共に認める「空気の読めない」性格で、人の話を無視して強引にことを進めたりする時もあるが、根は真面目で熱血。信者とも呼べるほど「機動バトラーガンヴァレル」にハマっており、それを始めとしたロボットアニメ全般が好き。TVアニメ『機動勇者ガンバム』の登場人物であり尊敬する“赤い彗星”の人の名言を引用することがあり、それを言う際には必ず赤いフレームの伊達眼鏡を掛ける。
海翔と共に9年前の事件に巻き込まれており、彼女も後遺症を持つ。体感時間が圧縮される「ファスト・フォワード」は彼女の周囲の時間が、彼女の主観では高速で流れるように見えるため、周囲から見た彼女は緩慢な動作をしているようにしか見えない。
ガンつくプロジェクトにおける担当は設計、組み立て、総責任者。
自宅は南種子町中之下（中平校区）。
日高 昴（ひだか すばる）
声 - 細谷佳正
高校2年生で、海翔の後輩の男子。深緑色のセルフレーム眼鏡を掛けている。16歳。
かつてロボコンで初出場にして3位という快挙を成し遂げた経歴を持つ。あき穂からの勧誘を「ウザい」としており、先輩に対しても見下した態度を取るため彼女とは冷戦状態になりがちである。
「ナンセンス」が口癖のクールな性格に見えるが、実は内にはロボに対しての熱い想いを秘めている。好きなロボットのタイプはリアルロボット系。「モータ」「パイルバンカ」など単語の最後を伸ばさず発音する。
女子とコミュニケーションをとることが苦手で、特に一番女子らしい淳和のことをまともに見て話すことができない。また、焦ると噛む癖がある。
ROBO-ONEでの事件がきっかけでロボ部に入部させられる。17話でガンつく2による事故で重傷を負う。
ガンつくプロジェクトにおける担当は設計。ただしあき穂とは意見が合わないため、しばしば話し合いが膠着する。
自宅は中種子町納官（星原校区）。
神代 フラウ（こうじろ フラウ）
声 - 名塚佳織
高校2年生で昴と同じクラス。16歳。あるきっかけと複数の動機から転校してきたが、転校翌日から不登校になった。
根暗で口も性格も悪いヒキコモリのオタク。ネット上だけでなく現実でも死語となったネットスラングを多用する。そのため同じネットユーザーからも「何を喋っているのかわからない」と敬遠されがち。2000万人以上のユーザーがいるロボット格闘ゲーム「ガンヴァレル キルバラッドON-LINE」のプログラムを担当したプログラマー。海翔とはそのキルバラのオンライン対戦で知り合うことになる。神代フラウという名前はいわゆるプログラマーとしてのペンネームであり、本名は古郡（ふるごおり） こなである。父親は東京で暮らしており、母親はアニメ版ガンヴァレルの監督をしていたが、2015年に種子島で失踪したという。
当初HNの「FRAU KOUJIRO」から男性だと思われていたが、正体が女性であったことから一時ネットは騒然となった。種子島に引っ越してからは廃墟のホテルを買い取りそこを自分好みに改装して暮らしている。寒い場所を好んでいるのと巨大なPCの熱暴走を防ぐために、部屋では季節問わず冷房を点けている。非常にだらしない性格で何かに熱中すると風呂や寝食を忘れて没頭する様は「人間捨ててる」とまで称される。
人との交流にあまり興味がなく、気になること以外、他人の話をまったく聞こうとしない。海翔に対しては「鎖骨や指をぺろぺろしたい」として一応の好意を示している。
男性同士の恋愛を妄想するのが趣味の腐女子で、収集したこの手の画像ファイルは1テラバイトを超え、昔の同人誌などを買い漁っては「デュフフ」と笑いながら眺めている。
ガンつくプロジェクトにおける担当は姿勢制御プログラム、および操縦プログラムの構築。
自宅は中種子町野間（野間校区）。
大徳 淳和（だいとく じゅんな）
声 - 徳井青空
高校3年生。17歳。
「中学生の男の子」と称される幼い外見と、恥ずかしがり屋な性格に反して幼い頃から空手をやっている。ただし腕前は伴っておらず、高校3年生となった現在でも茶帯で大会はいつも予選1回戦負け。
母方の祖父はロボットのパーツショップを経営する藤田鉄治。過去の事件から祖父を苦手としているが、パーツ代を上手く値切ろうと考えたあき穂にある頼みごとをされるハメになる。
幼い頃にとある事件からロボが苦手になり、最初はロボ部からの勧誘も拒否するが海翔に「押しに弱い性格」を見抜かれ気付いたら入部していた。その後もスポンサーに見込まれキャンペーンガールにされたり、パイロットとして選抜されたりととことん人の頼みを断れない性格。都市伝説マニアでもあり、その話をする時は普段と違い活き活きとする。
空手に関しては鋭い技のキレを持ってはいるが、前述の性格が災いして「見られていると力を発揮できない」らしく、実際誰も見ていない所なら高い能力を発揮する。
ガンつくプロジェクトにおける担当はモーションアクトレス、兼サブオペレーター。
自宅は中種子町増田（増田校区）。
愛理（あいり）
声 - 釘宮理恵
謎の少女。10歳。
海翔が出会った謎の少女。『居ル夫。』を通さないと見えない。銀色の髪、後頭部に大きな黒いリボン、黒いドレスの美少女で、謎めいた雰囲気を纏っている。時々、蛙を連想させる大きな目玉がついたフードをかぶっていることがある。
その正体は行舟愛理をモデルに君島コウが作った、サーバー内に常駐して情報収集とコミュニケーションをするインターフェイスアプリの試作で、運用開始は2008/12/24。こちらから話しかけない時にはよく天気予報の情報をつぶやいている。彼女の顔をタップすると『ゲジ姉』に切り替わる。ゲジ姉は｢ロボット型の全自動情報収集エンジン兼、愛理を補完するナビシステム｣。8年前に海翔を目撃し、それ以来彼と接触を28回試みて、時には文字化けしたメールを海翔に送ったこともあった。
話し方は少々幼く海翔を「お兄ちゃん」と呼び、難しいこともよくわからないと言った具合だが本人は「愛理は頭がいい方」と自称する。
名前のイントネーションは「アイリ」。1人称も「アイリ」である。
居ル夫公式ではバグ扱いだったため、行船 愛梨発見後の居ル夫の大規模メンテナンスの際に消去され、ゲジ姉だけが残った。

### 教師
長深田 充彦（ながふかだ みつひこ）
声 - 上田燿司
体育教師。あまり頼りない風貌で、性格も適当。みさ希の代はロボ部初代部長を務めており、瑞榎とも友人である。
通称ミッチー。まったく参考にならない話の後に「これ豆知識な」と付け加える。
臼井 薫子（うすい かおるこ）
声 - 沢田敏子
中央種子島高校の教頭。キツイ目付きと口調に違わず非常に厳格な性格で、生徒には校則と約束を遵守させようとする。融通は利かないが一度決めた約束は反故にしないなど、筋は通す性格。

### JAXA
瀬乃宮 健一郎（せのみや けんいちろう）
声 - 小山武宏
あき穂やみさ希の父親。JAXAの種子島宇宙センター所長。かつてはデキる人物だったらしいが、今は優しく頼り甲斐の無さそうなおじさんになっている。
天王寺 綯（てんのうじ なえ）
声 - 山本彩乃
JAXAの職員で、前作『STEINS;GATE』の登場人物の1人。20歳。
いつもぽわっとした笑顔を浮かべており、誰に対しても気さくに接する。歳が近いこともあってロボ部面々ともまるで友人のように接するが、本人曰く「媚び方を心得ている」らしく上層部と掛けあってガンつくプロジェクト出資を決めさせるなど侮れない力の持ち主。「目が笑っていない」と言われるのがコンプレックス。
愛車は「さやいんげん号」と名付けた空色の自転車。キルバラのランクは200位台。「変な二つ名を付けるのが趣味な近所のおじさん」からは、格ゲー四天王入りする実力を指して「暴走小町（フラットアウト・プリンセス）」と呼ばれていた。
実は三百人委員会に対抗する組織の一員であり、『S・ブラウン』のコードネームを持つ。徒手格闘に秀でており、武装した相手数人を無力化する程の腕前。澤田は彼女に会ったことはないが『S・ブラウンのコードネームを持つ人物が種子島にいる』ことを知っており、海翔に彼女を頼るようにと伝えた。

### 種子島の住人
伊禮 瑞榎（いれい みずか）
声 - 本田貴子
島の数少ないコンビニ「伊禮商店」の店主である女性。みさ希の友人であり、海翔やあき穂からも姉のように慕われている。大学時代にバイクを運転中に交通事故に遭い半身不随になったが、現在はみさ希から贈られたHUGのおかげで不自由ない生活を送っている。
独特の雰囲気を持つ人物で、怒らせると怖い。しかし子供たちに気さくに話しかけるため、彼らからの評判はいい。海翔とは「ミズウミ協定」を結んでおり、「情報提供をして欲しい時はパッションフルーツまんを食べる」という条件で彼に情報を渡す。
愛理のことを昔から知っており、彼女に向かって「消えて」と言うなど、君島絡みのことに対して不穏な言動をする。
君島レポートを集める海翔に警告するが、直後にHUGが暴走し海翔の目の前で崖から転落し死亡した。
藤田 鉄治（ふじた てつはる）
声 - 福田信昭
パーツショップ「ロボクリニック」の店長。通称ドク。頑固でロックなおじいちゃんだが、自分の信条に基づいてプロの仕事をやり遂げる職人。NASDAの元技術者。
お金さえ払えば確実な仕事をしてくれるためロボ部が懇意にしている。代々のロボ部部長を「ロボ部」と呼び、海翔のことは「付き添い」と呼ぶ。島の技術者からは恐れられているらしく号令をかければ即全員が集まるほど。
孫の大徳淳和とは、淳和が子供の頃に店内の倉庫で起こした事故がきっかけで疎遠になっていた。しかし、ロボ部でかつて店に出ていたロボットを修理したことと、淳和が歩み寄りを見せたことでかつての情熱を取り戻した。
長深田 澄夫（ながふかだ すみお）
声 - 金尾哲夫
長深田充彦の叔父で、スペースアメ社の社長。体格も声も大きく、性格も豪快。何事も「インパクト」を求め、何を感じたのか淳和をキャンペーンガールに勧誘し、ロボ部のスポンサーとなった。
頭にはタロウ（声 - テレビアニメ 菊池こころ）というインコが乗っている。「ボインちゃん」という鳴き声を繰り返すが、物語終盤で君島に操られた愛理の拳銃を奪うという働きを見せる。
日高 宏武（ひだか ひろむ）
声 - 木下浩之
昴の父親。漁師であり、昴にも後を継がせるべく、彼がロボに興味を示すことに反対しており、ロボット関係のものは全て取り上げ処分してしまうほど。昴がロボットに興味を持つきっかけとなったJAXAのことも逆恨みしている。
ミスター・プレアデス
声 - ?
ROBO-ONEチャンピオン。マスクを付け豪奢な衣装を纏い、プレアデス星団に属する7つの恒星の名を挙げながら登場する。謎の人物と言うことだが、海翔はその正体を名前からすぐに見破った。またドクも「誰がどう見てもバレバレ」と評している。こうした過剰なまでの演出は大会側から「やらされている」らしく、中の人は辟易している。

### エグゾスケルトン社
瀬乃宮 みさ希（せのみや みさき）
声 - 井上喜久子
あき穂の姉。エグゾスケルトン社でHUGユニットのテストパイロットを務めているが、その美貌と能力を買われ広報役も兼任する。世間では「エグゾスケルトンの綺麗なお姉さん」としてそこらのグラビアアイドルよりも人気がある。
かなりのゲーマーらしく、幼い頃の海翔では手も足も出なかった。また、初出場でROBO-ONE優勝という快挙も成し遂げており、その功績から当時同好会であったロボ部は部活動に昇格し、それ以来あき穂の代まで花形の部活として活躍していた。
あき穂に「あんたは凡人止まりなのよ」と言い残し東京へ行くなど、ある時期を境に人が変わってしまった。
実は君島を殺害した犯人。海翔とあき穂を救うべくやったことだった。君島の意識の大方がインターネット上に転送された後だったため、君島から様々な電子端末を通して脅迫され、心が折れて洗脳されてしまった。以来、君島に抗うも言いなりになるしかない人生を送っていた。
それでもキルバラは、「TAGIRINGER」(通称 タジリン)というプレイヤーネームでプレイし続けており、世界ランク4位だった（後に1位）。
澤田 敏行（さわだ としゆき）
声 - 三木眞一郎
エグゾスケルトン社の重役。左が黒、右が白髪の特徴的な髪型をしている。何事かを企てているらしく、時おりみさ希に指示している姿が見られる。
その実は三百人委員会の元構成員であったが、プロジェクト・アトゥムに反発して綯の所属する組織に寝返っている。君島の陰謀に早くから気付いており、みさ希に君島について探らせていたが逆にそれを利用されてしまう。君島の策謀で混乱したお台場で海翔に君島についての真実を語った後、君島に対抗する手段を彼に託す。

### その他
君島 コウ（きみじま コウ）
声 - 森川智之
君島レポートの作成者で『居ル夫。』アプリの作成者でもある。
「君島レポート」を島の各地に残し、陰謀に気付かない世界に警鐘を鳴らしている。愛理によると2010年に何者かによって殺害された。瑞榎やみさ希は海翔に「君島コウのことを調べないように」という警告をしている。
その正体は君島レポートに書かれた陰謀組織『三百人委員会』の構成員であり、この物語の全ての黒幕。自分の人格や記憶をデータ化している最中にみさ希に殺されたため不完全な状態だが、その意識はインターネット上に存在し、様々な電子機器に干渉できる。
行舟 愛理（ゆきふね あいり）
声 - 釘宮理恵
AR愛理のモデルとなった人物。9月27日生まれ。命に直接影響は無いが一生苦しむ不治の病に冒されており、そのことが原因で父親は失踪、母親は精神的に参って行ったところで君島と知り合い、居ル夫。のアルファバージョンで外の世界を仮想体験していた。君島と出会う前から12月24日に種子島に雪が降ると奇跡が起きると思い、天気予報の視聴が唯一の楽しみだった。病状が悪化していよいよ生活に支障を来たすようになった頃、君島の提案で自らは君島の家にある装置でコールドスリープ状態になり病気が治療できる日を待ち、その間は居ル夫。ARの『愛理』の行動を自分の代わりとして、目覚めた際に『愛理』の記録を自分の記憶として植えつけることになった。物語中盤で海翔によって廃墟と化していた君島の家で発見され、船橋市の病院に運ばれ解凍されていた。のち君島の洗脳を受け、君島の策謀で混乱状態に陥ったお台場から種子島に帰ろうとした海翔たちの前に立ちふさがった。
疾風迅雷のナイトハルト
ツイぽで海翔がフォローしている人物の1人として登場する（ゲジ姉より紹介される）。
『CHAOS;HEAD』の主人公である西條拓巳で、アカウント名のNEIDHARDTは、『CHAOS;HEAD』内で本人がプレイするオンラインゲームでの名前。
このゲームの舞台となる2019年でも無職で引きこもりを続けているらしい。自らを「世界を変えるほどの超誇大妄想狂」と名乗るが、『CHAOS;HEADらぶchu☆chu!』において失われた能力が復活したのかは不明。ただし有事の際には他のギガロマニアックス達と動く姿が見られる。
DaSH / 橋田至（はしだ いたる）
声 - 関智一
ツイぽで海翔がフォローしている人物の1人として登場する（ゲジ姉より紹介される）。
『STEINS;GATE』の登場人物であるダルこと橋田至で、アカウント名のDaSHは、ダル・ザ・スーパーハッカーの略。
終盤、ポケコンアプリの『DG297 3rd EDITION ver.4.11』を作成する。相変わらず開発物の名前が独特で長ったらしいため、時おり略されたりもする。
『STEINS;GATE』の設定通り、2019年が舞台のこのゲームでは、既に結婚しており、娘がいる。
『STEINS;GATE 線形拘束のフェノグラム』のダルシナリオ中、@ちゃんねるへの書き込みをする際にもコテハンとして使われるため、2010年時点で既に使用されていたようである。
『DaSH』では主要キャラクターの一人として、種子島を訪れる。
栗悟飯とカメハメ波
ツイぽで海翔がフォローしている人物の1人として登場する（フラウより紹介される）。
『STEINS;GATE』の登場人物である牧瀬紅莉栖で、アカウント名の栗悟飯とカメハメ波は『STEINS;GATE』で本人が@ちゃんねるへの書き込みで使っていたハンドルネーム。
職業は不明だが、現実に騒がれる事件に対し科学者としての見地を披露する。『STEINS;GATE』の主人公である岡部倫太郎の口癖である「エル・プサイ・コングルゥ」をツイぽでつぶやいていたりもする。
たまき
声 - 津川祝子
怒濤 ゲンキ
声 - 岸尾だいすけ
『機動バトラー ガンヴァレル』の主人公。またフラウの使用しているプログラム。
悠木 ロゼッタ
声 - 長谷川明子
『機動バトラー ガンヴァレル』のヒロイン。またフラウの使用しているプログラム。
古郡 みなみ
声 - 前田愛
フラウの母親であり、アニメ「ガンバレル」の監督。
服部 半十郎
声 - 柚木涼香
名前からして男性と思われるが、女性である。
マグヤン
声 - うえだゆうじ
キャラクター名は公表されていないが、伊藤かな恵も出演する模様。

## 用語
ポケコン
物語の核となる、携帯電話やスマートフォンに取って代わり普及している携帯端末。正式にはフォンドロイドと呼ばれるが、一般的にポケコンという通称で通っている。ある時を境に「国民1人に1台」と言われるほどの爆発的な普及を見せた。
現実世界のポケコンとは違い、7インチのタッチパネル液晶を搭載したタブレット型端末で、通話、インターネット、メールやゲームなどの通常のアプリはもちろん、世界中のポケコンの約8割にプリインストールされているという『居ル夫。』や、現実世界の物に貼り付けられたジオタグを使った拡張現実など様々な用途に使用出来る。また非常に高度な音声認識機能も備えており、音声のみで通話やメール作成も可能。完全防水で海水に浸かっても壊れることはない。
これまでの科学ADVシリーズでいう「トリガー（従来のADVの選択肢のようなもの）」に相当する「ポケコントリガー」が今作のカギを握る。
拡張現実
ポケコンと並び、この物語のキーとなる要素。2019年の世界では拡張現実が浸透しており、張り紙の代わりとして使われることもしばしば。
「君島レポート」はARアノテーションとして種子島に隠されていた。
居ル夫。
日本企業のシアワセ4Uが2010年に開発した、世界中で使用されているARアプリ。ストリートビュー・3Dマッチムーブアプリで、目の前を撮影した画像にアノテーションを付けて説明文を表示したり、衣装データなどを合成して動きを同期させ、あたかも撮影している人物がその服を着ているかのように見せるなど、ポケコンを通して見た対象に様々な情報を付加する機能をもつ。全てのユーザーの間で情報はリアルタイムで共有・収集される。ポケコンの8割にプリインストールされており、世界で20億人以上の利用者がいると言われている。
君島レポート
君島コウが『居ル夫。』でしか読めないように種子島に隠した告発文。隠された場所は赤い電源マークのアノテーションで表示される。ROBO-ONE終了直後に海翔が、廃墟と化した郷土資料館で発見した。No.1の記述日時は2009/11/07になっている。愛理によるとNo.7まで存在し、No.2以降は『ゲームで高得点を出す』、『指定された場所で指定された行動を取る』などのフラグを達成しないと発見できないようになっている。No.3以降の隠し場所は愛理やゲジ姉にも分からないらしい。
NASAやタヴィストック研究所がモノポールの存在や太陽嵐の襲来予測を隠蔽したことや、2012年、2015年、2019年、2020年と連続して大規模な太陽嵐が発生し、特に2015年のものは大規模であり地球と地球磁気圏に深刻な影響を及ぼすとの予言、イルミナティや300人委員会なる結社によるワン・ワールド・オーダーというディストピア計画などが書かれている。太陽嵐に関しては記述通り発生しており、単にいたずらや妄想で書かれた訳ではないと推測される。
その正体は君島が三百人委員会と自らの陰謀を達成するべく仕掛けた罠。レポートの内容は大筋は合っているものの、No.6の内容は陰謀達成の手段で嘘を付いており、その手段に人々の気を引き付けた上で本来の手段を実行する手筈であった。また、No.7はレポート全文を世界中に拡散させるプログラムであった。
ガンヴァレル キルバラッドON-LINE
“機動バトラー ガンヴァレル”を題材にしたオンラインロボット格闘ゲーム。通称『キルバラ』。神代フラウをメインプログラマーに同人作品として製作、販売された。販売価格が日本円で315円の上に同人製作とは思えない完成度のため、多くのプレイヤーがいる。フラウは、母親が作ったガンヴァレルを終わらせないためにこのゲームを作った、と語っている。
海翔は現在このゲームの5位にランクされている。長らく5位以上のランカーの面子が変わっておらず、しかも3位以上のプレイヤーと対戦すると相手に有利な不可解な現象が起きるため、彼らにチート疑惑が掛かっている。フラウは海翔にこのチート疑惑を解明するために彼らと戦うことを依頼する。
15年クラッシュ
2015年に地球を襲った大規模な太陽嵐の影響で世界中のコンピューターなどの電子機器が故障し、インフラに大打撃を与えたことが原因で発生したパニックのこと。この直後辺りから種子島のような低緯度でもオーロラが観測されるようになり、世界中で異常気象が頻発したり、動物の大量死が目撃されるようになった。
機動バトラー ガンヴァレル
あき穂が大好きなロボットアニメ。通称「ガンヴァレル」。全155話。2012年から2015年までに計3シリーズが放送された。
8メートルの競技用ロボを用いた競技が流行する世界観で、主人公のゲンキがガンヴァレルと呼ばれるロボットに乗って悪の組織と戦うという王道もののストーリー。監督は『こご〜りみなみ』。
そんな王道ものでありながら「この作品以降ロボットアニメが作られていない」と言われるほどの世界的なヒットとなり、世界中のロボットブームに火を点けたと言われる。しかし、何故それほどまでに流行ったのかという声も強く、また最終話放映直前に打ち切りになるという異例の事件もあり、ネットでは批判する意見も多い。その打ち切りの原因は製作に関わった人物が少なくとも13人は殺害され、その犯人と目された監督も種子島で謎の失踪を遂げたためとされる。最終話の内容の予想や打ち切りになった理由を話題にしようとすると警察や様々な組織からの圧力が掛かると言われている。
実物大ガンヴァレルをつくろうプロジェクト
通称「ガンつくプロジェクト」。アニメのロボットを実際に作ろう、というみさ希の思い付きから発足されたプロジェクト。ロボ部9年間の歴史であり、あき穂は完成したロボを万博に出すことを目標にしている。
当初は別のアニメをモチーフにしようとしていたが、当時放映していたガンヴァレルにテーマを変えた。設計図では劇中に近いガンヴァレルの姿が描かれているものの、技術的、金銭的などさまざまな諸問題のせいでかなりいびつなロボットになっている。その上、9年経っても片脚しか完成していないなど、もはや万博出展は絶望的と思われていた。
ガンつく1
上記のプロジェクト内で造られたロボット。正式名称は「ガンヴァレルをつくろうプロジェクト試作1号機」。劇中ではバージョンアップ版含め3体が造られた。全高8メートルほどの巨大ロボで、実際に歩くことができる。ただし「それだけ」の機能しか備えておらず、上半身はあき穂のこだわりでコックピットが搭載されている以外は完全なハリボテである。自分で起き上がることもできず、重量の割に「紙装甲」と称されるハリボテなので転倒でもすれば確実にパイロットが重傷ないし死亡するため、当初海翔は乗るのを嫌がっていた。
ガンつく2
ガンつく1の出来が散々だったため、JAXAからの支援を受ける意味もあって新たに作り直した「ガンつくプロジェクト」のロボット。正式名称は「ガンヴァレルをつくろうプロジェクト試作2号機」。軽量化のためにフレームのみの構成になっているが、居ル夫を通して見るとARによってガンヴァレルに見える、という仕掛けになっている。モノポールを使用したモーターを使用しマイクロ波送電で電源を送信、外部からポケコンで操作する。
エレファントマウス症候群
9年前、あねもね号集団失神事件に巻き込まれた海翔とあき穂が患った後遺症。病名は、哺乳類が感じる時間の流れは心臓の鼓動に比例し、“一生の体感時間はどの哺乳類も同じ”という学説に基づく。原因不明、治療法不明の難病で、極度の疲労状態や興奮状態に陥ると発作を起こし、海翔は「スローモー」、あき穂は「ファスト・フォワード」となる。
あくまで発作であるため都合良く「便利な能力」としては使えないが、副作用か海翔はずば抜けた反射速度を得ている。そのためキルバラではフラウからチーターだと疑われたことも。
あねもね号集団失神事件
2010年、鹿児島から種子島に向かっていた客船「あねもね号」の乗客・乗員が突然失神し、数時間海上を彷徨っていた事件。その原因は不明である。
実は君島が自分の意識をデータ化する際に行った電磁波照射実験が原因。
HUG
正式名称は「Helpful Unlimited Gear」。エグゾスケルトン社が開発した、障害を持った人間が装着し、その動きをアシストするパワードスーツのようなもの。半身不随の人間も不自由なく生活できるほどの高機能さを備えながらも、一般人が簡単に手に入れられる低価格で流通しておりたちまち大ヒット商品となった。
医療用や介護用だけではなくスポーツや軍事でも使われている。その内面はブラックボックスらしく、エグゾスケルトン社の公認試験に合格した整備員以外はメンテナンスを行えない。
ツイぽ
140文字のつぶやきを投稿するネットサービス。Twitterに似ている。
ROBO-ONE
小型のホビーロボットを戦わせる格闘大会。現実のROBO-ONEとルールや概要は同じだが、ロボットブームのおかげか桁違いの規模を誇る。賞金も1位が500万円、2位が100万円と高額なことから、海翔はドクへの借金をこれで払おうと考えた。
与四郎（よしろう）
声 - 菊地美香
ドクが昔作ったロボットの一体で、11年前に淳和がロボットのトラウマの原因となったもの。

## スタッフ
- シリーズ企画・原作 - 志倉千代丸 (5pb.)[10]
- プロデューサー - 松原達也 (5pb.)[10]
- シナリオ - 林直孝 (5pb.)[10]
- キャラクターデザイン - 福田知則 (5pb.)[10]
- メカニックデザイン協力 - 石渡マコト（ポリゴン番長）[10]
- 音楽 - 阿保剛 (5pb.)[10]
- 協力 - JAXA、ニトロプラス[10]

## 主題歌
オープニングテーマ「拡張プレイス」
作詞・作曲 - 志倉千代丸 / 編曲 - 大島こうすけ / 歌 - Zwei
ELITE版オープニングテーマ「約束のオーグメント」
作詞 - 森田孝太 / 作曲・編曲 - 大島こうすけ / 歌 - Zwei
エンディングテーマ「空の下の相関図」
作詞・作曲 - 志倉千代丸 / 編曲 - オオバコウスケ / 歌 - いとうかなこ
エンディングテーマ「鋼の鎧纏う、三百の大司祭」
作詞 - 志倉千代丸 / 作曲・編曲 - 林達志 / 歌 - ファンタズム（FES cv.榊原ゆい）

## 科学アドベンチャーシリーズとの関連
本作では過去に発売された『STEINS;GATE』や『CHAOS;HEAD』のキャラ、およびそれらのキャラを匂わせるような話が多く盛り込まれている。キャラとして登場するのは『STEINS;GATE』の天王寺綯のみだが（うーぱもお面として登場）、ツイぽやストーリ上でこれらの作品の後日談などが語られることが多い（渋谷地震など）。また他作品同様、科学アドベンチャーシリーズと銘打っているだけあって最先端の技術や現在研究開発が進められている理論なども多数ある。

## WEBラジオ

### ロボティクス・ノーツRADIO
『ロボティクス・ノーツRADIO〜リアルロボ部 少年少女たちの夢〜 』は、2011年11月3日から2013年4月26日までHiBiKi Radio Stationで配信されたラジオ番組。2011年11月3日より2012年3月22日まで隔週木曜日更新、2012年4月13日から2013年4月26日まで毎週金曜日更新。

### ロボティクス・ノーツ電波局
『ロボティクス・ノーツ電波局』は、2011年10月8日より2012年3月24日まで毎週土曜日に文化放送で放送されていた『電人★GA部ぅ〜』の内包番組（20時10分 頃 - ）として放送されていたラジオ番組。
全番組パーソナリティは木村良平（八汐海翔 役）、南條愛乃（瀬乃宮あき穂 役）、徳井青空（大徳淳和 役）が担当。

## 漫画
ROBOTICS;NOTES
月刊コミックブレイド（マッグガーデン）2012年3月号に第0話が掲載され、2012年4月から2014年9月まで連載された。全6巻。メインストーリーのコミカライズ作品。作画は浅川圭司。
Robotics;Notes Phantom Snow
ファミ通コミッククリア（KADOKAWA）で2012年7月から2013年8月まで連載された。全2巻。愛理をメインとした作品。漫画は郷。
ROBOTICS;NOTES REVIVAL LEGACY
ウルトラジャンプ（集英社）2012年9月号から2013年11月号まで連載された。全3巻。神代フラウをメインとした外伝的作品。ストーリーは独自にアレンジされている。漫画はシヒラ竜也。
ROBOTICS;NOTES ドリームシーカー
月刊少年ガンガン（スクウェア・エニックス）2012年10月号より2013年8月号まで連載された。全2巻。瀬乃宮あき穂をメインとした作品。連載開始に際して1・2話一挙掲載された。漫画は知乃綴。
ROBOTICS;NOTES side Junna：小さな夏のものがたり
月刊少年エース（KADOKAWA）2012年11月号より2013年6月号まで連載された。全2巻。大徳淳和を主人公とした外伝作品。連載開始に際して1・2話一挙掲載された。漫画はNB。
Robotics;Notes -Pleiades Ambition-
月刊コミックアライブ（KADOKAWA）2012年11月号より2013年8月号まで連載された。全3巻。日高昴を主人公とした外伝的作品。漫画は空十雲。
ROBOTICS;NOTES 瀬乃宮みさ希の未発表手記
電撃マオウ（KADOKAWA）2013年1月号より8月号まで連載された。全1巻。漫画は華尾ス太郎。瀬乃宮みさ希の未発表手記　同名小説の漫画版。

## 小説
ROBOTICS;NOTES プロジェクト・プレアデス
ファミ通文庫（KADOKAWA）2012年9月29日に発売された。全1巻。日高昴を主人公にしたスピンオフ小説。著者はfoca、イラストは村崎久都。
ROBOTICS;NOTES
角川スニーカー文庫（KADOKAWA） 2012年10月1日より2013年4月1日にかけて発売された。全3巻。フラウ視点から綴った作品。著者は岩佐まもる、イラストはbun150。
ROBOTICS;NOTES-ロボティクス・ノーツ-
富士見ドラゴンブック（KADOKAWA） 2012年10月20日に発売された。全1巻（ナンバリング表記があるが、2巻以降は発売されていない）。メインストーリーのノベライズ作品。著者は長野一郎、イラストは福田知則（カバー・口絵）・カジミヤ（口絵・本文）。
ROBOTICS;NOTES 瀬乃宮みさ希の未発表手記
電撃ゲーム文庫（KADOKAWA） 2012年11月10日に発売された。全1巻。瀬乃宮みさ希を主人公としたスピンオフ小説。彼女の幼少期から高校時代を回想録として書かれている。著者は海法紀光、イラストはbun150。

## ドラマCD
冬空のロケット
通常CD商品。
大徳淳和改造計画
フルイチオンライン特典
神代フラウの、とある一日
コンプティーク2012年8月号付録
夢のある場所
ROBOTICS;NOTES Dash 予約特典オリジナルドラマCD

## テレビアニメ
2012年10月より2013年3月まで、フジテレビ『ノイタミナ』にて放送された、2クール全22話。ノイタミナ初のゲーム原作の作品。

### スタッフ（アニメ）
- 原作 - 志倉千代丸[14]、MAGES.[14]
- 監督 - 野村和也[14]
- シリーズ構成 - 花田十輝[14]
- シナリオ監修 - 松原達也、林直孝
- キャラクター原案 - 福田知則[5]
- アニメキャラクターデザイン - 久保田誓[14]
- キーアニメーター - 高橋英樹[5]
- プロップデザイン - 竹中真吾[5]
- メカニックデザイン - 胡拓磨[14]
- メカデザイン原案 - 石渡マコト[14]
- 美術監督・美術設定 - 立田一郎[5]
- 色彩設定 - 田中美穂[5]
- 特殊効果 - 村上正博
- 撮影監督 - 小西庸平[5]
- モーショングラフィック - 荒木宏文
- 編集 - 植松淳一[5]
- 音響監督 - 若林和弘[5]
- 音楽 - 阿保剛[5]、林ゆうき[5]、橘麻美[5]
- 音楽制作 - アニプレックス、フジパシフィック音楽出版
- 音楽プロデューサー - 佐野弘明
- チーフプロデューサー - 山本幸治、大山良（#08まで）
- プロデューサー - 木村誠、井上貴允、和田丈嗣
- アニメーションプロデューサー - 松下慶子
- アニメーション制作 - プロダクションI.G[5]
- 制作[注 4] - チュウタネロボ部[5]（フジテレビジョン、アニプレックス、MAGES.、プロダクション・アイジー、電通）

### 主題歌（アニメ）
全作詞・作曲 - 志倉千代丸。
オープニング・テーマ
「純情スペクトラ」（第1話 - 第11話）
編曲 - 大島こうすけ / 歌 - Zwei
「咆筺のメシア」（第12話 - 第22話）
編曲 - オオバコウスケ / 歌 - HARUKI

エンディングテーマ
「海風のブレイブ」（第1話 - 第11話）
編曲 - 酒井ミキオ / 歌 - fumika
「トポロジー」（第12話 - 第22話）
編曲 - 磯江俊道 / 歌 - いとうかなこ

### 各話リスト
| 話数 | サブタイトル                              | 脚本     | 絵コンテ          | 演出             | 作画監督                                                              |
| ---- | ----------------------------------------- | -------- | ----------------- | ---------------- | --------------------------------------------------------------------- |
| #01  | ガンヴァレルが待ってるから                | 花田十輝 | 野村和也          | 野村和也         | 高橋英樹 海谷敏久                                                     |
| #02  | 夢と希望とロマンがあってこそ              | 花田十輝 | 林直孝            | 橋本裕之         | 井川麗奈                                                              |
| #03  | タネガシアクセルインパクトォォォォォ！    | 花田十輝 | 橋本裕之 野村和也 | 米林拓           | 今井有文 胡拓磨（メカ）                                               |
| #04  | 一緒に、正義の巨大ロボを造ろう            | 花田十輝 | 山本秀世          | 羽多野浩平       | 須賀重行                                                              |
| #05  | お兄ちゃんって呼んでいいですか？          | 花田十輝 | 長崎健司          | 肥塚正史         | 世良悠子                                                              |
| #06  | 夢が終わっちゃったら、寂しい              | 横谷昌宏 | 矢萩利幸          | 羽多野浩平       | 須賀重行 福世孝明                                                     |
| #07  | ありがとうごじゃいましたっ                | 横谷昌宏 | 藤井辰己          | 藤井辰己         | 瀬口泉 胡拓磨                                                         |
| #08  | 天王寺綯です。よろしく！                  | 根元歳三 | 小松田大全        | 鎌仲史陽         | 須賀重行 福世孝明                                                     |
| #09  | 血と汗と涙の結晶ですから                  | 根元歳三 | 笹原遥            | 菊田幸一         | 名倉智史、片桐貴悠 胡拓磨                                             |
| #10  | うちらだからこそ造れるロボを              | 花田十輝 | 山本秀世          | 京極義昭         | 瀬口泉、森田史 高橋英樹                                               |
| #11  | フラグは達成されました                    | 花田十輝 | 野村和也          | 木村延景         | 海谷敏久、片桐貴悠 五反孝幸                                           |
| #12  | どこかひとつでも好きになってくれるまで    | 根元歳三 | 矢萩利幸          | 鎌仲史陽         | 松本文男 福世孝明                                                     |
| #13  | なんという狂った世界                      | 横谷昌宏 | 萩原弘光          | 京極義昭         | 名倉智史、瀬口泉 朝井聖子                                             |
| #14  | 少しだけこのままで…                       | 横谷昌宏 | 笹原遥            | 柳屋圭宏         | 菊田幸一、胡拓磨 高橋英樹、海谷敏久                                   |
| #15  | 君に夢を見せてあげよう                    | 横谷昌宏 | 木村延景          | いとがしんたろー | 海谷敏久、名倉智史 菊田幸一、片桐貴悠                                 |
| #16  | 巨大ロボットが、大好きです                | 根元歳三 | 西宮大祐          | 西宮大祐         | 瀬口泉、朝井聖子 高橋英樹、名倉智史 頂真司                            |
| #17  | ロボット研究部は、本日をもって解散します! | 根元歳三 | 澤井幸次          | 徳本善信         | 永吉隆志 服部憲知                                                     |
| #18  | そこに本物のガンヴァレルがいます！        | 花田十輝 | 藤井辰己          | 藤井辰己         | 海谷敏久、名倉智史 片桐貴悠、窪田康高 朝井聖子、瀬口泉 胡拓磨（メカ） |
| #19  | 夢なんて、持たなければよかった            | 花田十輝 | 澤井幸次          | 京極義昭         | 瀬口泉、窪田康高 朝井聖子、名倉智史 頂真司、胡拓磨 胡拓磨（メカ）     |
| #20  | 今でもロボットが好きですか                | 花田十輝 | 笹原遥            | 佐々木純人       | 小畑賢、相澤秀亮 戸倉栄一、津幡桂明                                   |
| #21  | ガンヴァレル発進！                        | 花田十輝 | 小松田大全        | 小松田大全       | 海谷敏久、名倉智史 片桐貴悠、窪田康高 高橋英樹                        |
| #22  | ここからは、俺たちのゲームだ              | 花田十輝 | 野村和也          | 野村和也         | 高橋英樹、海谷敏久 瀬口泉、朝井聖子 窪田康高、名倉智史 胡拓磨（メカ） |

### 放送局
ノイタミナ枠第2部。
| 放送地域   | 放送局                       | 放送期間                       | 放送日時           | 放送系列       | 備考                         |
| ---------- | ---------------------------- | ------------------------------ | ------------------ | -------------- | ---------------------------- |
| 関東広域圏 | フジテレビ                   | 2012年10月11日 - 2013年3月21日 | 木曜 25:15 - 25:45 | フジテレビ系列 | 製作委員会参加 字幕放送      |
| 中京広域圏 | 東海テレビ                   | 2012年10月11日 - 2013年3月21日 | 木曜 26:35 - 27:05 | フジテレビ系列 | 字幕放送                     |
| 佐賀県     | サガテレビ                   | 2012年10月12日 - 2013年3月22日 | 金曜 25:35 - 26:05 | フジテレビ系列 | 字幕放送                     |
| 福岡県     | テレビ西日本                 | 2012年10月12日 - 2013年3月22日 | 金曜 26:35 - 27:05 | フジテレビ系列 | 字幕放送                     |
| 山形県     | さくらんぼテレビ             | 2012年10月13日 - 2013年3月23日 | 土曜 25:35 - 26:05 | フジテレビ系列 |                              |
| 秋田県     | 秋田テレビ                   | 2012年10月13日 - 2013年3月23日 | 土曜 26:05 - 26:35 | フジテレビ系列 | 字幕放送                     |
| 鹿児島県   | 鹿児島テレビ                 | 2012年10月13日 - 2013年3月23日 | 土曜 26:05 - 26:35 | フジテレビ系列 | 字幕放送 作品の舞台地        |
| 熊本県     | テレビ熊本                   | 2012年10月13日 - 2013年3月23日 | 土曜 26:35 - 27:05 | フジテレビ系列 | 字幕放送                     |
| 福島県     | 福島テレビ                   | 2012年10月15日 - 2013年3月25日 | 月曜 25:40 - 26:10 | フジテレビ系列 | 字幕放送                     |
| 広島県     | テレビ新広島                 | 2012年10月15日 - 2013年3月25日 | 月曜 26:05 - 26:35 | フジテレビ系列 | 字幕放送                     |
| 愛媛県     | テレビ愛媛                   | 2012年10月16日 - 2013年3月26日 | 火曜 25:10 - 25:40 | フジテレビ系列 | 字幕放送                     |
| 新潟県     | 新潟総合テレビ               | 2012年10月16日 - 2013年3月26日 | 火曜 26:05 - 26:35 | フジテレビ系列 | 字幕放送                     |
| 宮城県     | 仙台放送                     | 2012年10月16日 - 2013年3月26日 | 火曜 26:15 - 26:45 | フジテレビ系列 |                              |
| 近畿広域圏 | 関西テレビ                   | 2012年10月16日 - 2013年3月26日 | 火曜 26:28 - 26:58 | フジテレビ系列 | 字幕放送                     |
| 岩手県     | 岩手めんこいテレビ           | 2012年10月17日 - 2013年3月27日 | 水曜 26:20 - 26:50 | フジテレビ系列 |                              |
| 静岡県     | テレビ静岡                   | 2012年10月18日 - 2013年3月28日 | 木曜 25:40 - 26:10 | フジテレビ系列 | 字幕放送                     |
| 日本全域   | BSフジ                       | 2012年10月27日 - 2013年3月30日 | 土曜 26:30 - 27:00 | BS放送         | 字幕放送                     |
| 日本全域   | フジテレビTWO ドラマ・アニメ | 2013年9月13日 - 11月22日       | 金曜 26:00 - 27:00 | CS放送         | 2話連続放送 リピート放送あり |

### Blu-ray / DVD
| 巻 | 発売日        | 収録話          | 規格品番     | 規格品番     | 規格品番  |
| 巻 | 発売日        | 収録話          | Blu-ray      | DVD限定版    | DVD通常版 |
| -- | ------------- | --------------- | ------------ | ------------ | --------- |
| 1  | 2013年1月23日 | 第1話 - 第2話   | ANZX-6181/82 | ANZB-6181/82 | ANSB-6181 |
| 2  | 2013年2月27日 | 第3話 - 第5話   | ANZX-6183/84 | ANZB-6183/84 | ANSB-6183 |
| 3  | 2013年3月27日 | 第6話 - 第7話   | ANZX-6185/86 | ANZB-6185/86 | ANSB-6185 |
| 4  | 2013年4月24日 | 第8話 - 第9話   | ANZX-6187/88 | ANZB-6187/88 | ANSB-6187 |
| 5  | 2013年5月22日 | 第10話 - 第12話 | ANZX-6189/90 | ANZB-6189/90 | ANSB-6189 |
| 6  | 2013年6月26日 | 第13話 - 第14話 | ANZX-6191/92 | ANZB-6191/92 | ANSB-6191 |
| 7  | 2013年7月24日 | 第15話 - 第17話 | ANZX-6193/94 | ANZB-6193/94 | ANSB-6193 |
| 8  | 2013年8月21日 | 第18話 - 第20話 | ANZX-6195/96 | ANZB-6195/96 | ANSB-6195 |
| 9  | 2013年9月25日 | 第21話 - 第22話 | ANZX-6197/98 | ANZB-6197/98 | ANSB-6197 |

## 舞台
2013年5月3日 - 12日に、全労済ホールスペース・ゼロで公演。またロボットバトルの対戦相手として、テレビアニメ版の声優などが本人役で日替わりゲスト出演した。

### キャスト（舞台）
- 八汐海翔：小澤亮太
- 瀬乃宮あき穂：小宮有紗
- 日高昴：戸谷公人
- 神代フラウ：大野未来
- 大徳淳和：酒井蘭
- 愛理：相川結
- 瀬乃宮みさ希：西原亜美
- 伊禮瑞榎：櫻井みのり
- 長深田充彦：坂田鉄平
- 藤田鉄治：小國彰裕
- 天王寺綯：はねゆり
- 君島コウ：林修司
- 澤田敏行：伊阪達也
- アンサンブル：松木賢三、武原広幸、小林隼人、右田亮介、仲田祥司、池田謙信

### スタッフ（舞台）
- 脚本・演出：吉谷光太郎（クリエイティヴ零）

## 書誌情報
漫画
- 浅川圭司（漫画）・5pb.（原作） 『ROBOTICS;NOTES』 マッグガーデン〈ブレイドコミックス〉、全6巻
  1. 2012年7月25日初版発行（2012年7月10日発売[18]）、ISBN 978-4-8000-0020-0
  2. 2012年11月24日初版発行（2012年11月9日発売[18]）、ISBN 978-4-8000-0062-0
  3. 2013年3月9日発売[18]、ISBN 978-4-8000-0106-1
  4. 2013年9月10日発売[18]、ISBN 978-4-8000-0205-1
  5. 2014年5月10日発売[19]、ISBN 978-4-8000-0297-6
  6. 2014年9月10日発売[19]、ISBN 978-4-8000-0358-4
- 5pb.（原作）・NB（漫画） 『ROBOTICS;NOTES Side Junna:小さな夏のものがたり』 KADOKAWA〈カドカワコミックス・エース〉、全2巻
  1. 2012年11月26日初版発行（同日発売[20]）、ISBN 978-4-04-120540-2
  2. 2013年4月26日初版発行（同日発売[21]）、ISBN 978-4-04-120683-6
- 5pb.（原作）・シヒラ竜也（漫画） 『ROBOTICS;NOTES REVIVAL LEGACY』 集英社〈ヤングジャンプ・コミックス・ウルトラ〉、全3巻
  1. 2012年12月24日第1刷発行（2012年12月19日発売[22]）、ISBN 978-4-08-879484-6
  2. 2013年5月17日発売[23]、ISBN 978-4-08-879568-3
  3. 2014年1月17日発売[24]、ISBN 978-4-08-879672-7
- 知乃綴（漫画）・5pb.（原作） 『ROBOTICS;NOTES ドリームシーカー』 スクウェア・エニックス〈ガンガンコミックス〉、全2巻
  1. 2012年12月22日初版（同日発売[25]）、ISBN 978-4-7575-3814-6
  2. 2013年9月21日発売[26]、ISBN 978-4-7575-3895-5
- 空十雲（著）・5pb.（原作） 『ROBOTICS;NOTES -Pleiades Ambition-』 KADOKAWA〈MFコミックス アライブシリーズ〉、全3巻
  1. 2012年12月31日初版第一刷発行（2012年12月22日発売[27]）、ISBN 978-4-8401-4770-5
  2. 2013年3月23日発売[28]、ISBN 978-4-8401-5028-6
  3. 2013年7月23日発売[29]、978-4-8401-5081-1
- 郷（漫画）・5pb.（原作） 『ROBOTICS;NOTES Phantom Snow』 KADOKAWA〈ファミ通クリアコミックス〉、全2巻
  1. 2013年2月15日発売[30]、ISBN 978-4-04-728716-7
  2. 2013年9月14日発売[31]、ISBN 978-4-04-729132-4
- 『ROBOTICS;NOTES 瀬乃宮みさ希の未発表手記』 KADOKAWA〈電撃コミックスNEXT〉、2013年8月27日発売[32]、ISBN 978-4-04-891644-8
- 『ROBOTICS;NOTES 電撃コミックアンソロジー』 KADOKAWA〈電撃コミックスEX〉、2012年11月27日初版発行（同日発売[33]）、ISBN 978-4-04-891137-5
- 『マジキュー4コマ ROBOTICS;NOTES』 KADOKAWA〈マジキューコミックス〉
  1. 2013年1月4日初版発行（2012年12月24日発売[34]）、ISBN 978-4-04-728581-1

小説
- 5pb.（原作）・foca（著） 『ROBOTICS;NOTES プロジェクト・プレアデス』 KADOKAWA〈ファミ通文庫〉、2012年10月11日初版発行（2012年9月29日発売[35]）、ISBN 978-4-04-728305-3
- 5pb.（原作）・岩佐まさる（著） 『ROBOTICS;NOTES』 KADOKAWA〈角川スニーカー文庫〉、全3巻
  - 『ROBOTICS;NOTES 1 キルバラッド・アノテーション』 2012年10月1日初版発行（同日発売[36]）、ISBN 978-4-04-100494-4
  - 『ROBOTICS;NOTES 2 キルバラッド・ファントム』 2013年2月1日初版発行（同日発売[37]）、ISBN 978-4-04-100716-7
  - 『ROBOTICS;NOTES 3 キルバラッド・オンライン』 2013年4月1日発売[38]、ISBN 978-4-04-100764-8
- 5pb.（原作）・長野一郎（著） 『ROBOTICS;NOTES-ロボティクス・ノーツ-』 KADOKAWA〈富士見ドラゴンブック〉、既刊1巻（2017年8月20日現在）
  - 『ROBOTICS;NOTES-ロボティクス・ノーツ-(1)』 2012年10月25日初版発行（2012年10月20日発売[39]）、ISBN 978-4-8291-4693-4
- 5pb.（原作）・海法紀光（著） 『ROBOTICS;NOTES 瀬乃宮みさ希の未発表手記』 KADOKAWA〈電撃ゲーム文庫〉、2012年11月10日初版発行（同日発売[40]）、ISBN 978-4-04-891150-4

関連書籍
- 『ROBOTICS;NOTES 【ロボティクス・ノーツ】 公式設定資料集：Childhood Dreams』 KADOKAWA、2012年9月29日初版発行（同日発売[41]）、ISBN 978-4-04-886756-6
- 『ROBOTICS;NOTES OFFICIAL GUIDE BOOK -中央種子島高校ロボ部極秘資料集-』 KADOKAWA、2013年4月30日発売[42]、ISBN 978-4-04-110407-1

## 他作品とのコラボレーション
スーパーロボット大戦X-Ω
iOS / Android用アプリゲーム。複数のロボットアニメが共演するクロスオーバー作品。2019年8月に本作とのコラボイベントが開催され、ロボ部のメンバーが登場した。
プレイアブルユニットとしてガンヴァレルが登場。パイロットは海翔となっているが、ゲーム内では『ビデオ戦士レザリオン』とのクロスオーバーにより、キルバラのゲーム内ユニットが実体化したという設定。